# Vakhš (reka)
Vakhš (/ˈvækʃ/ VAKSH; tadžiško in rusko Вахш), znana tudi kot Surhob (tadžiško Сурхоб) v severnem osrednjem Tadžikistanu in kot Kizil-Suu (kirgiško Кызыл-Суу) v Kirgizistanu, je srednjeazijska reka in ena glavnih rek v Tadžikistanu. Je pritok reke Amu Darja.

## Geografija
Vakhš teče skozi Pamir in poteka skozi zelo gorato ozemlje, ki pogosto omejuje njen tok na ozke kanjone v globokih soteskah. Nekateri največji ledeniki v Tadžikistanu, vključno z ledenikoma Fedčenko in Abramov (prvi je najdaljši ledenik na svetu zunaj polarnih območij), se izlivajo v Vakhš. Njena največja pritoka sta Muksu in Obikhingou; pravi Vakhš se začne pri sotočju rek Obihingou in Surkhob.
Potem ko Vakhš izstopi iz Pamirja, teče skozi rodovitno nižavje jugozahodnega Tadžikistana. Konča se, ko se izliva v Pandž in tvori Amu Darjo na meji med Tadžikistanom in Afganistanom. Naravni rezervat Tigrova Balka, ki je bil zadnji habitat zdaj izumrlega kaspijskega tigra v nekdanji ZSSR, je ob sotočju Vakhš in Pandž.
Povodje Vakhša je 39.100 km2, od tega 31.200 km2 (79,8 %) leži v Tadžikistanu. Reka prispeva približno 25 % celotnega pretoka Amu Darje, njene matične reke. Njen povprečni pretok je 538 m3/s, letni pretok pa 20,0 km3. Ker pa se Vakhš napaja večinoma s taljenjem snega in ledenikov, imajo ti pretoki velike sezonske spremenljivosti med zimo in poletjem. Meritve na jezu Nurek kažejo, da je zimski pretok v povprečju okoli 150 m3/s, medtem ko pretok v poletnih mesecih lahko preseže 1500 m3/s – desetkratno povečanje.

## Gospodarski razvoj
Nurek dam july.JPG|thumb|250px|Rezervoar Nurek
(38°19′40″N 69°23′00″E / 38.32778°N 69.38333°E)
Vakhš je bila intenzivno razvita za človeško uporabo. Elektrika, aluminij in bombaž so nosilci gospodarstva Tadžikistana in Vakhš je vključena v vse tri te sektorje. Hidroelektrika zagotavlja 91 % električne energije v državi od leta 2005, 90 % tega zneska pa izvira iz petih dokončanih jezov vzdolž reke Vakhš, kjer prevladuje drugi najvišji jez na svetu, Nurek. Ostali štirje jezovi dolvodno od Nureka so Baipaza, Sangtuda 1, Sangtuda 2 in Golovnaja. (Zaradi teh jezov je Tadžikistan največji proizvajalec hidroelektrične energije na prebivalca na svetu.) Hidroelektrična energija poganja proizvodnjo aluminija v podjetju Tadžik Aluminium Company v Tursunzodi, ki je glavni vir industrijske proizvodnje Tadžikistana in prihodkov od izvoza. Kar zadeva bombaž, voda Vakhša namaka velik del pridelka v Tadžikistanu; približno 85 % vode, vzete iz Vakhša, gre za namakanje.

### Sovjetska doba
Voditelji Sovjetske zveze so poudarili pomen razvoja nerazvitih regij v državi, kot je bila Tadžikistanska Sovjetska socialistična republika (ki je predhodnica današnjega neodvisnega Tadžikistana). Ne samo, da je ideologija Vladimirja Lenina opredelila decentralizacijo industrije kot način za boj proti kolonialnemu izkoriščanju domorodnih ljudstev, ampak je imela ZSSR tudi strateške cilje, zlasti v drugi svetovni vojni, ko je bila industrija evakuirana proti vzhodu stran od nemške fronte. Ta industrializacija bi se spodbudila z izkoriščanjem ogromnega hidroenergetskega potenciala Tadžikistana.
Vendar je trajalo do 1950-ih, da se je začela gradnja jezu na Vakhšu. Elektrarna Perepadnaja je bila prva, ki je bila odprta leta 1959. Stoji na kanalu ob jezu Golovnaja, ki je bil odprt leta 1963. Ogromni jez Nurek je bil zgrajen med letoma 1961 in 1980. Jez Baipaza je bil dokončan leta 1983.
Ker bi bila gradnja daljnovodov čez Pamir pregrešno draga, je Sovjetska zveza zgradila veliko industrij v bližini, da bi izkoristila električno energijo, ki jo proizvajajo ti jezovi. Tovarna Tadžik Aluminium Company je odličen primer. Druge lokalne industrije so bile kemične tovarne, tovarne dušikovih gnojil in predelovalnice bombaža.ref>Conolly, Beyond the Urals, p. 172</ref>
Tudi jezovi, predvsem akumulacije za njimi, so bili zgrajeni z namenom zagotavljanja vode za kmetijstvo. Sovjetska zveza je spodbujala pridelavo bombaža v dolini reke Vakhš, pa tudi vinograde in sadovnjake, iz reke pa je črpala vodo za namakanje. Projekt kanala v dolini Vakhš, ki je razširil kmetijska zemljišča vzdolž spodnjega toka reke, je bil pred jezovi, dokončan leta 1933. V 1960-ih, potem ko so bili zgrajeni rezervoarji, so inženirji izkopali predore skozi okoliške gore, da bi namakali druge doline. Shranjevanje vode v rezervoarjih je prav tako pomagalo nadzorovati tok reke, da bi zagotovili zanesljivejšo oskrbo z vodo za nižje uporabnike v Uzbekistanu in Turkmenistanu.

### Po osamosvojitvi Tadžikistana
Sovjetska Srednja Azija je imela centralno načrtovano gospodarstvo, v katerem so različne republike druga drugi dobavljale vire v različnih obdobjih leta. Poleti, ko so bili rečni pretoki največji, je Tadžikistan (je gorvodno) spustil vodo iz svojih rezervoarjev na Vakhšu in izvažal hidroelektrično energijo za napajanje namakalnih črpalk dolvodno, v Uzbekistanu in Turkmenistanu, vzdolž Amu Darje. Pozimi so tadžikistanski jezovi akumulirali vodo, s fosilnimi gorivi bogate dolvodne države pa so Tadžikistan oskrbovale z nafto in plinom, da bi nadomestile izgubljeno proizvodnjo hidroelektrične energije.
Vendar pa z naraščajočo regionalno napetostjo po osamosvojitvi ta sistem razpada, brez dokončnega dogovora o sodelovanju. Dobava goriva iz držav dolvodno postaja vse manj zanesljiva in dražja, obubožani Tadžikistan pa se ne more prilagoditi s povečanjem zimske proizvodnje hidroelektrarn, saj bi to ogrozilo namakanje in izvoz električne energije poleti. Ta odvisnost je povzročila energetske krize v zimah 2008 in 2009, v katerih je glavno mesto Dušanbe izgubilo elektriko in ogrevanje. Okrepljen nacionalizem in mejni spori dodatno otežujejo iskanje rešitve za potrebe Srednje Azije po vodi, ugotavlja študija, ki jo je izvedla Mednarodna krizna skupina.
Tadžikistan si zato prizadeva za povečanje hidroelektrične zmogljivosti z gradnjo več jezov na Vakhšu, da bi spodbudil gospodarsko rast in se pomaknil k energetski neodvisnosti. Načrtovani ali v gradnji so še štirje jezovi, vključno z jezom Rogun. Jez Rogun so začeli graditi v času Sovjetske zveze, vendar ostaja nedokončan; zdaj je Tadžikistan ponovno začel s projektom s finančno podporo Ruske družbe za aluminij. Če bo zgrajen do svoje polne načrtovane višine, bo nadomestil Nurek kot najvišji na svetu.
Ta projekt je povzročil veliko polemik. Tako kot energetska odvisnost ogroža Tadžikistan, tako odvisnost od vode ogroža države nižje od toka. Iz tega razloga je bil Uzbekistan zelo kritičen do Rogunskega jezu, saj je trdil, da bo s tem »[Tadžikistan] trdno nadzoroval reko«. Svetovna banka se je na te napetosti odzvala z uvedbo preiskav družbenih in okoljskih vplivov jezu. Vendar pa je Uzbekistan leta 2018 po smrti svojega nekdanjega voditelja Islama Karimova leta 2018 opustil nasprotovanje jezu Rogun. »Naprej in ga zgradite, vendar se držimo določenih jamstev v skladu s temi konvencijami, ki ste jih podpisali«, je dejal uzbekistanski zunanji minister Abdulaziz Komilov v televizijskem nastopu 5. julija 2018.

## Okoljske težave
Zaradi intenzivnega kmetijstva v porečju Vakhš je reka onesnažena z gnojili, pesticidi in solmi. Tudi kemikalije so se izpirale v podtalnico iz težke industrije v bližini jezov, kar je posledično onesnažilo površinsko vodo. Toda odkar je Tadžikistan z razpadom Sovjetske zveze izgubil sovjetske kmetijske subvencije, si kmetije niso mogli privoščiti toliko gnojil ali pesticidov kot prej, s čimer se je zmanjšala stopnja onesnaženosti reke. Finančna kriza leta 2008 je še povečala revščino, kar je posledično dodatno zmanjšalo onesnaževanje.
Ker se vode Vakhša sčasoma stekajo v Aralsko jezero, onesnaženje v Vakhšu prispeva k tamkajšnji evtrofikaciji.

### Vplivi podnebnih sprememb
Vakhš se napaja iz ledenikov Pamirja, ki je ena najbolj dovzetnih regij na svetu za podnebne spremembe. V celotnem Tadžikistanu so se temperature med letoma 1940 in 2000 dvignile za 1,0-1,2 stopinje Celzija in številni ledeniki, ki napajajo Vakhš, so se umaknili, vključno z Fedčenkovim ledenikom, ki se tali s hitrostjo 16-20 metrov na leto. Po podatkih Oxfam International bi se lahko do leta 2050 do 30 % tadžikistanskih ledenikov skrčilo ali popolnoma izginilo. Zmanjšanje pretoka reke bi lahko zmanjšalo proizvodnjo hidroelektrarn na Vakhšu in škodilo kmetijstvu, ki je odvisno od vode za namakanje. Poleg tega, če podnebne spremembe vplivajo na vzorce padavin, lahko povzročijo več poplav, zemeljskih plazov in drugih naravnih nesreč v rečni dolini.

## Zapore
Vakhš teče v potresno aktivni regiji in potresi poleg visoke ravni podzemne vode (zlasti v deževnem obdobju) povzročijo na stotine zemeljskih plazov na leto. Ti zemeljski plazovi občasno zajezijo reko in ob preboju plazu tvorijo poplavni val.
Takšne zapore predstavljajo veliko nevarnost za jezove in proizvodnjo hidroelektrične energije. Velik zemeljski plaz 8 kilometrov dolvodno od jezu Baipaza je dvakrat blokiral reko (leta 1992 in 2002), odkar so ta jez odprli leta 1985. Obe zapori sta bili nemudoma razstreljeni, da bi očistili rečno strugo, saj sta grozili, da bosta dvignili vodostaj tako visoko, da bo poplavila jez. Takšen dogodek bi lahko imel resne gospodarske posledice z motnjami v proizvodnji električne energije, zaustavitvijo proizvodnje v družbi Tadžik Aluminium Company in prekinitvijo oskrbe s pitno in namakalno vodo za nadaljnje uporabnike. V najslabšem primeru bi lahko odpoved zajezitve plazu povzročila katastrofalne poplave.
Ob zavedanju teh groženj se je Azijska razvojna banka odzvala na zemeljski plaz leta 2002 tako, da je vladi Tadžikistana odobrila posojilo z nizkimi obrestmi za stabilizacijo pobočij doline in ublažitev možnosti blokad v prihodnosti.